# زنبق مریم
زنبق مریم (نام علمی: Iris mariae) نام یک گونه از سرده زنبق است.